# BKS Bydgoszcz
BKS Bydgoszcz ist ein Sportverein aus der polnischen Stadt Bydgoszcz. Die Farben des Vereins sind Grau, Weiß, Rot. Am erfolgreichsten ist die Eishockey-Abteilung des Vereins, die in den 1980er Jahren in der polnischen Eishockeyliga spielte.

## Geschichte
Der Verein wurde 1956 als ein Sportverein der staatlichen Wohnungsbaugesellschaft Bydgoskie Zjednoczenie Budownictwa Przemysłowego gegründet. Ende der 1950er Jahre spielte der Verein unter dem Namen Budowlani (Bauarbeiter) Bydgoszcz.

## Eishockeyabteilung
1978 übernahm BKS Bydgoszcz die Eishockeyabteilung von Polonia Bydgoszcz. Die Mannschaft spielte in den Jahren 1980/1981–1983/1984 in der höchsten polnischen Liga. Zwei Jahre später wurde die Abteilung aufgelöst. Im Jahre 2014 wurde die Eishockeyabteilung reaktiviert und spielt seit der Saison 2017/2018 in der 2. Liga.
Erfolge: Meister der I liga 1980

## Fußballabteilung
Die Fußballer von BKS Bydgoszcz spielen in der vierten polnischen Liga. In der Saison 1977/1978 spielte der Verein in der zweiten Liga. In den Jahren 1966/67–1967/68, 1976/77, und 1978/79–1979/80 in der dritten Liga.

## Schachabteilung
Zu den größten Erfolgen der Abteilung im Schachsport gehören der vierte Platz in der polnischen Mannschaftsmeisterschaft in der Saison 1957.